# لوکا آگامنونی
لوکا آگامنونی (انگلیسی: Luca Agamennoni؛ زادهٔ ۸ اوت ۱۹۸۰) ورزشکار روئینگ اهل ایتالیا است.